# Johny Michely
Jean „Johny“ Michely (* 13. März 1934; † 25. November 2010) war ein luxemburgischer Radrennfahrer und nationaler Meister im Radsport.

## Sportliche Laufbahn
Michely war im Straßenradsport und im Querfeldeinrennen (heutige Bezeichnung Cyclocross) aktiv. 1969, 1973, 1975 und 1977 gewann er die nationale Meisterschaft im Querfeldeinrennen. 1968, 1970, 1971, 1974 und 1976 wurde er jeweils Vizemeister. 
Bei den Cyclocross-Weltmeisterschaften wurde er 1969 38., 1973 40. und 1975 40. bei den Amateuren.
Auf der Straße gewann er 1968 eine Etappe im Flèche du Sud, den er auf dem 7. Platz beendete.

## Familiäres
Er ist der Vater von Claude Michely und Großvater von Kim Michely, die ebenfalls Radrennfahrer waren.